# 아리랑 (2003년 영화)
"아리랑"은 2003년에 개봉한 대한민국의 영화이다.

## 캐스팅
- 최주봉 : 변사 역
- 노익현 : 영진 역
- 황신정 : 영희 역
- 최대원 : 기호 역
- 조미정 : 명순 역
- 이필모 : 현구 역
- 송승환 : 순사 역
- 김경수 : 최 영감 역
- 한태일 : 천가 역
- 이무정 : 박선생 역
- 길달호 : 우체부 역
- 김용선 : 주모 역
- 이용석 : 영달 역
- 최승범 : 덕배 역
- 김수호 : 동이 역
- 안창열 : 주재소장 역
- 안영희 : 천가처 역
- 조민아 : 천가첩 역
- 정훈희 : 주모아들 역
- 박대남 : 개똥아범 역
- 서평석 : 덕구아범 역
- 신경심 : 명순엄마 역